# AD Project
AD Project è un film di fantascienza del 2006 diretto da Eros Puglielli. È un film italiano nato e realizzato esclusivamente per il mercato home video ad un costo bassissimo; regista, attori e troupe si sono avvalsi di un innovativo sistema di produzione (chiamato The Coproducers) che realizza prodotti audiovisivi in co-produzione congiunta di tutti i partecipanti, i quali diventeranno, in cambio del loro contributo produttivo (finanziario, lavorativo o artistico), proprietari di una quota dei diritti di sfruttamento economico del film.

## Trama
Un uomo oltrepassa la recinzione di una zona protetta, ma una forza sovrannaturale, sotto forma di un uomo incappucciato, si impossessa di lui e lo conduce alle convulsioni. Poco distante e armata di telecamera, la sua fidanzata Elena subisce la stessa sorte. Il giorno dopo Elena racconta l'accaduto, sotto ipnosi, al prof. Morante, rivelando che tutto ciò che ha vissuto dovrà accadere soltanto la sera successiva. Nel frattempo, un aspirante attore e la sua fidanzata Gaia prendono in affitto una stanza da Luca, un gestore di un sito pornografico preoccupato per aver appena perduto la sua telecamera. Le vite di queste persone si incrociano quando due uomini in nero, giunti dinanzi alla zona, scoprono che qualcuno vi è penetrato di nascosto; l'incauto trasgressore non sa che, entrando nella zona, ha varcato una porta che conduce ad un'altra dimensione temporale.

## Critica
(Fantafilm.)